# Großbrembach
Großbrembach – część gminy (Ortsteil) Buttstädt w Niemczech, w kraju związkowym Turyngia, w powiecie Sömmerda. Do 31 grudnia 2018 jako samodzielna gmina wchodziła w skład wspólnoty administracyjnej Buttstädt.